# Juan Pablo Dotti
Pour les articles homonymes, voir Dotti.
Juan Pablo Dotti (né le 24 juin 1984 San Carlos de Bolívar dans la province de Buenos Aires) est un coureur cycliste argentin, membre de l'équipe Sindicato de Empleados Públicos de San Juan.

## Biographie
Le 21 octobre 2011, il est suspendu deux ans par l'agence antidopage américaine (USADA) pour un contrôle positif à un stéroïde anabolisant et à l'amphétamine. Sa suspension commence le 13 août 2011.

## Palmarès sur route

### Par année
- 2004
  - 1re étape du Tour de Mendoza
  - 2e du championnat d'Argentine du contre-la-montre espoirs
- 2005
  -  Champion d'Argentine du contre-la-montre espoirs
- 2007
  - 9e étape du Tour de San Juan
  - 3e étape du Tour de Navarre
  - 1rea (contre-la-montre) et 11e étapes du Tour du Venezuela
  - 3e du Tour de San Juan
- 2008
  - 9e étape du Tour de San Juan
  - 5e étape du Clásico Ciclístico Banfoandes
- 2009
  - 5e étape du Tour d'Uruguay
- 2010
  - Doble Calingasta :
    - Classement général
    - 2e étape

  - Tour de San Juan :
    - Classement général
    - 8e étape

  - 2e étape du Tour of America's Dairyland
  - 2e du Giro del Sol San Juan
  - 2e du Tour de Mendoza
  - 3e de Mendoza-San Juan
- 2011
  - Prologue (contre-la-montre par équipes) et 7e étape du Tour de Mendoza
  - 7e étape du Tour de San Juan
  - Melon City Criterium
  - Quad Cities Criterium
  - 2e du Tour de San Juan
  - 2e du Giro del Sol San Juan
  - 3e du Snake Alley Criterium
- 2012
  -  Champion d'Argentine sur route
  - Giro del Sol San Juan :
    - Classement général
    - 1re étape

  - Tour de San Juan :
    - Classement général
    - 6e (contre-la-montre) et 8e étapes

  - Tour de Mendoza :
    - Classement général
    - 8e étape (contre-la-montre)

  - Vuelta de Lavalle :
    - Classement général
    - 4e étape
- 2013
  - Prologue du Giro del Sol San Juan
  - 3e de la Doble Bragado
- 2015
  - 3e des 500 Millas del Norte
- 2016
  - 7ea étape de la Doble Bragado (contre-la-montre)
  - Tour de Mendoza :
    - Classement général
    - 5e (contre-la-montre) et 7e étapes

  - Tour de Tarija :
    - Classement général
    - 3e étape

  - Vuelta a la Pampa :
    - Classement général
    - 4e étape

  - 4e étape de la Vuelta al Valle (contre-la-montre)
  - 2e du Tour de San Juan
  - 3e de la Doble Bragado
  - 3e du Giro del Sol San Juan
  - 3e de la Vuelta al Valle
- 2017
  - 2e étape de la Vuelta a Valle Fértil (contre-la-montre)
  - Tour de Mendoza :
    - Classement général
    - 2e, 4e, 5e (contre-la-montre) et 6e étapes

  - Gran Premio Ciudad de Catuna
  - Aniversario Fundación de La Rioja :
    - Classement général
    - 1re et 2e étapes

  - 2e étape de la Vuelta a la Bebida
  - 2e de la Vuelta a la Bebida
- 2018
  - 5eb étape de la Doble Bragado (contre-la-montre par équipes)
  - 2e étape du Tour de Mendoza
  - 2e étape (b) du Tour d'Uruguay
  - 4e étape de la Vuelta al Valle (contre-la-montre)
  - 1re étape de la Doble Chepes
  - Vuelta a Sarmiento :
    - Classement général
    - 1reb étape (contre-la-montre)

  - Vuelta a la Bebida :
    - Classement général
    - 1re étape (contre-la-montre)

  - 2e du Tour d'Uruguay
  - 2e de la Doble Chepes
  - 2e de la Doble Calingasta
- 2019
  -  Champion d'Argentine du contre-la-montre
  - Vuelta del Este :
    - Classement général
    - 2e étape (contre-la-montre)

  - Tour de Mendoza :
    - Classement général
    - 3e et 5e (contre-la-montre) étapes

  - Grand Prix de la ville de Bolívar :
    - Classement général
    - 2e étape (contre-la-montre)

  - Vuelta al Valle :
    - Classement général
    - 4e étape (contre-la-montre)
- 2020
  - Tour de Mendoza :
    - Classement général
    - 1re, 3e, 5e (contre-la-montre), 6e et 7e étapes
- 2021
  -  Champion d'Argentine du contre-la-montre
  - Tour de Mendoza :
    - Classement général
    - 4e, 5e et 7e étapes

  - Prologue de la Doble San Francisco-Miramar (contre-la-montre par équipes)
- 2022
  - Vuelta de Cutral Co :
    - Classement général
    - 3e étape

  - Doble Calingasta
  - 3e étape de la Vuelta a Valle Fértil (contre-la-montre)
  - 2e du Tour de Mendoza
  - 2e du championnat d'Argentine du contre-la-montre
  - 3e de la Vuelta a Valle Fértil
- 2023
  - 3e étape de la Vuelta del Porvenir San Luis (contre-la-montre)
  - 6e étape du Tour de Mendoza
  - 2e du championnat d'Argentine du contre-la-montre
  - 2e du championnat d'Argentine sur route

### Classements mondiaux
| Année                                 | 2006 | 2007 | 2008  | 2009  | 2010 | 2011 | 2012 | 2013 | 2014 | 2015 | 2016 | 2017  | 2018  | 2019  | 2020 | 2021 | 2022  | 2023  |
| ------------------------------------- | ---- | ---- | ----- | ----- | ---- | ---- | ---- | ---- | ---- | ---- | ---- | ----- | ----- | ----- | ---- | ---- | ----- | ----- |
| Classement mondial                    |      |      |       |       |      |      |      |      |      |      | nc   | 2311e | 1276e | 1703e | 859e | nc   | 1530e | 1096e |
| UCI Europe Tour                       | nc   | 619e | 1139e | 1188e | nc   | nc   | nc   | nc   | nc   | nc   | nc   | nc    | nc    |       |      |      |       |       |
| UCI America Tour                      | 327e | 50e  | nc    | 117e  | nc   | nc   | nc   | nc   | nc   | nc   | nc   | 345e  | 111e  | 252e  | 65e  | nc   | 222e  | nc    |
|                                       |      |      |       |       |      |      |      |      |      |      |      |       |       |       |      |      |       |       |
| Légende : nc = non classéSource : UCI |      |      |       |       |      |      |      |      |      |      |      |       |       |       |      |      |       |       |

## Palmarès sur piste

### Championnats d'Argentine
- 2005
  -  Champion d'Argentine du scratch